# Амерички јасен
Амерички јасен (Fraxinus americana L.) научни назив потиче од латинског назива за врсте овог рода, а етимолошки од грчке речи φρακτός – оградити, јер су се кочеви јасена употребљавали за ограду.
Синоними су: Fraxinus biltmoreana Beadle, Fraxinus glauca Rafinesque, Fraxinus viridis Bosc, Calycomelia americana (L.) Kosteletzky.

## Опис врсте
Амерички јасен је листопадно дрво, висине 20–25 m (изузетно 40 m), и пречника стабла 0,6–1 m (максимално 2 m). Круна ретка, отворена. Кора је сива, већ у раној младости фино подужно делтоидно испуцала. Пупољци су наспрамно распоређени, смеђи, вршни пупољак јајаст, заобљен, покривен са 4-6 љуспи, бочни донекле троугласти. Ожиљци опалих листова потковичастог облика. Младе гранчице голе или длакаве, тамнозелене до сивозелене, сјајне . Обично формира жилу срчаницу са неколико крупних жила усмерених наниже из којих полазе тање бочне жиле. У плитким земљиштима се формира површински, разгранат коренов систем .
Лист непарно перасто сложен, дуг 20–30 cm, са 5-9 лиски. Лиске 6–13 cm дуге, 3–7 cm широке, јајасте или елиптичне, извученог врха и несиметричне клинасте или округласте основе; по ободу већином целе или, при врху, мало назубљене; терминална лиска је највећа. Адаксијално лист тамнозелен, абаксијално беличастозелен и длакав дуж нерава. Лисна петељка је жућкаста. Листови у јесен жуте, бронзане или љубичастоцрвене боје .
Цветови су дводоми, у бочним метлицама, без крунице, чашица је четворозуба дуга 1mm и задржава се на плоду. Мушки цветови са два прашника, а женски са натцветним тучком и дворежњевитим жигом. Цвета пре листања, у другој половини априла .
Плод је крилата једносемена орашица 3–5 cm дуга, 4–7 mm широка. Крило је на врху усечено или цело, обухвата само горњу трећину или половину плода. Плодоноси сваке године, али пун урод је сваке 3. до сваке 5. године. Дијаспора анемохоријом.
Семе са опнастом семењачом сраслом са ендоспермом. Семе дуго 12–16 mm, уско ваљкасто, жуто, уздужно наборано, са смеђом семењачом, албуминско. Ембрион крупан лопатастог типа обложен ендоспермом. Семе сазрева у септембру и октобру и опада у дужем периоду од новембра до пролећа, очува клијавост 2-4 године. Почиње да плодоноси 6. до 8. године на осами, а 15. до 20. у склопу. Клијавост свежег семена је 60-70%. У једном kg има око 30.000 зрна.

## Ареал
Исток Северне Америке-југоисточна Канада (Нова Шкотска, Њу Брансвик, Квебек и Онтарио) и исток САД, на запад до Минесоте, Небраске, Канзаса, Оклахоме и Тексаса, на југу до северне Флориде углавном у влажним шумама. Расте од нивоа мора до 600 m надморске висине на северу ареала и 1.500 m на јужним Апалачима. Најраспрострањенији јасен у Северној Америци, где се често и гаји. Култивише се од 1724. године.

## Биоеколошке карактеристике
Клима у оквиру његовог природног ареала јако варира. Средње јануарске температуре су у распону од -14 °C до 12 °C, а средње јулске од 18 °C до 27 °C. Без мраза је 90 до 270 дана годишње. Средња количина падавина варира од 760 до 1520 mm.
Врста је полусциофит, осим у раној младости када је cциофилна. Најбоље успева на плодним, низинским земљиштима, богатим азотом и калцијумом, али не избегава ни сразмерно сува земљишта. Раст је у младости брз, крајем треће године може да достигне висину од 2 m. Успева и на киселим и на алкалним земљиштима. На природним стаништима расте претежно на алувијалним теренима.

## Размножавање
Семе се сеје у пролеће, у априлу, на дубини од 4 cm. Норматив сетве је 5-10 g/m. Семе је дормантно па се после брања стратификује 30 дана на 10-24 °C, а затим 60 дана на 5 °C.
Клијање је епигеично. Клијавац са црвенкастим хипокотилом, и линеарно издуженим котиледонима, 40–50 mm дугим, 4–5 mm широким, кратко клинасте основе, на кратким дршкама. Први листови прости, дугуљасто-јајасти, бледозелени, до 45 mm дуги, око 25 mm широки, с наличја понешто сивкасти и кратко длакави дуж средњег нерва, с лица тамније зелени, по ободу неправилно назубљени, на краћим дршкама. Епикотил црвенкасто-зеленкаст.
Размножавање резницама стабла је безуспешно, па се култивари америчког јасена калеме обичним спајањем током јануара-фебруара или окулирањем на активни пупољак на отвореном. Као подлоге користи се бели или пенсилвански јасен.
- Кора.
- Женски цветови.
- Крилате орашице.
- Клијавци са примарним простим листовима.

## Култивари
- ‘Fall Purple‘ мушки клон изразито љубичастих листова; достиже висину од 18 m, а ширину круне 12 m;
- ‘Rosehill‘ мушки клон тамнозелених, сјајних листова. Јесења боја је бронзаноцрвена; достиже висину 15 m, а ширину круне 10 m[8].
- ‘Autumn Applause’ клон округле, густе круне на усправном стаблу, висине до 20 m; јесење боје листа тамноцрвена;
- ‘Greenspire‘ нешто нижи, ужи клон са тамнозеленим листовима лети који у јесен прелазе у тамнонаранџасту боју;
- ‘Jeffnor‘ (‘Northern Blaze‘) је отпоран на зимска оштећења, доста је високо дрво, у јесен је боја љубичаста;
- ‘Jungiger‘ (‘Autumn Purple‘) најкомерцијалнији, расте брзо, листови су фине зелене боје у лето, док у јесен постају црвенољубичасти;
- ‘Skycole‘ (‘Skyliner‘) доброг облика, симетрично расте до 18 m висине, са зеленим листовима, који у јесен мењају боју у наранџасту или црвену;[9].

## Значај
Амерички јасен нема предности над европским које би га препоручиле за узгој у шумарству. Дрво му је једричаво; срчика и бељика се тешко разликују. Бељика је широка, светлосмеђа, а срчика светлосмеђа до црвеносмеђа. Дрво је по особинама слично белом јасену, тврдо је, тешко, чврсто, жилаво, еластично и без мириса. Добро се обрађује алатима, реже и токари; чврстоо држи ексере и завртње; трајно је и није склоно деформацијама. Густина дрвета у просушеном стању је 670 kg/m³. Употребљава се за производњу намештаја, паркета, спортских справа, музичких инструмената (електричних гитара), чамаца, фурнира, а због тврдоће за бејзбол палице и држаље за алат .
У Северној Америци има широку примену као украсно дрво због брзог раста и атрактивних боја листа у јесен. Интродукована је у Европу као декоративна врста за алејну и групну садњу, где се лако шири самосевом и потенцијално је инвазивна, па треба, за ову сврху, користити мушке клонове.
У традицији староседелаца Америке постоји веровање да амерички јасен штити од уједа звечарки па су га ловци носили на одећи и обући. Лишћем се хране многе птице (дивље патке, препелице, зебе) и веверице.